# La Serna (Hermandad de Campoo de Suso)
La Serna es una localidad del municipio de Hermandad de Campoo de Suso (Cantabria, España). Está situado a 2,4 kilómetros de la capital municipal, Espinilla, y a 945 metros de altitud sobre el nivel del mar. En el año 2024 contaba con una población de 16 habitantes (INE).

## Paisaje y naturaleza
La Serna es posiblemente el pueblo más pequeño de la Hermandad de Campoo de Suso. Consta de dos barrios que se abren a la llanura de Palombo, delimitada por tres oteros de formas redondeadas en torno al pueblo y por los montes que rodean a la Peña Campana, a la altura de la carretera de acceso a Argüeso.

## Patrimonio histórico
La iglesia de santa María repite en modestas proporciones los principios de la arquitectura barroca religiosa campurriana de los siglos XVII y XVIII. El mayor interés se centra en los retablos de su interior. El mayor es buena obra barroca del primer tercio del siglo XVII, El colateral del lado de la Epístola es ya del primer tercio del XVIII, ejecutado por artistas de Siete Villas. En su interior también se da cobijo a una talla gótica del XV, con Virgen sedente y Niño.
De su arquitectura tradicional destaca una casa en la Plaza del Concejo, de buena sillería, con escudo en blanco, que sigue el tipo habitual campurriano.
- Datos: Q5965232